# Борисовка (Житомирская область)
Бори́совка (укр. Борисівка, до 7 июня 1946 — Тожир) — село на Украине, находится в Звягельском районе Житомирской области.
Население по переписи 2001 года составляет 421 человек. Почтовый индекс — 11737. Телефонный код — 4141. Занимает площадь 1,307 км².

## История
В 1946 году указом ПВС УССР село Тожир переименовано в Борисовку.

## Адрес местного совета
11736, Житомирская область, Новоград-Волынский р-н, с. Дедовичи